# Cannonball (film)
Cannonball è un film del 1976 diretto da Paul Bartel, e interpretato da David Carradine insieme al fratello Robert Carradine.
In questo film fanno un piccolo cameo Sylvester Stallone e Martin Scorsese.

## Trama
Viene pubblicato un annuncio su un giornale locale in cui si indica il luogo di partenza di una corsa di auto illegale con in palio 100.000 $. L'annuncio non specifica alcuna altra cosa tranne l'orario di partenza e il punto di arrivo.